# Yllenus namulinensis
Yllenus namulinensis là một loài nhện trong họ Salticidae.
Loài này thuộc chi Yllenus. Yllenus namulinensis được Hsen Hsu Hu miêu tả năm 2001.